# Gnosspelius Gull
El Gnosspelius Gull fue un monoplano ultraligero experimental británico de la década de 1920, diseñado por el comandante O.T. Gnosspelius y construido por Short Brothers en Rochester, para participar en las pruebas de aviones ligeros de Lympne de 1923.

## Diseño y desarrollo
Gnosspelius era jefe del departamento de investigación de Short Brothers, para quienes había ideado un ingenioso mecanismo para probar secciones de perfiles aerodinámicos, el Gnosspelius Aerodynamic Pendulum (Péndulo Aerodinámico de Gnosspelius). Las pruebas que lo utilizaron habían indicado que la incorporación de un pequeño escalón en la superficie superior del ala, en el punto de su mayor espesor, reduciría la resistencia, y Gnosspelius había comenzado a trabajar en el diseño de un pequeño planeador utilizando este descubrimiento cuando, a principios de 1923, se anunciaron dos premios destinados a promover el desarrollo de aviones ligeros.
En consecuencia, revisó su diseño para utilizar un motor de motocicleta bicilíndrico en V Blackburne Tomtit de 679 cc, accionando por cadena un par de hélices propulsoras de 1,2 m de diámetro, que giraban a dos tercios de la velocidad del motor. El avión resultante era un monoplano monoplaza de ala alta con un fuselaje monocasco de sección circular hecho de tablas de abeto construidas sobre aros de olmo, con marcos de abeto como refuerzo local. El ala utilizaba la sección RAF 19, modificada con la inclusión de un escalón de 10 mm en la superficie superior. La delgada sección del ala requirió el uso de cuatro largueros, que eran secciones de caja con cordones de abeto y almas de 3 capas, y se construyó en tres secciones, siendo las secciones exteriores a los ejes de las hélices desmontables para facilitar el transporte. El ala tenía una sección central de cuerda paralela y secciones exteriores con el borde de ataque aflechado para encontrarse con el cuarto larguero del ala en la punta. El motor estaba montado sobre soportes de duraluminio entre los dos largueros centrales. Los alerones de gran envergadura estaban unidos al larguero alar más atrasado, operados por tubos de torsión con embragues de garras en la unión entre la sección central y los paneles exteriores desmontables. El tren de aterrizaje fijo constaba de un par de ruedas en un eje corto colocado dentro del fuselaje, sobresaliendo la parte inferior de las ruedas a través de ranuras.
Shorts construyó dos aviones y el primero, matriculado como G-EBGN, voló por primera vez el 26 de mayo de 1923, pilotado por el piloto de pruebas de Short, John Lankester Parker. El segundo avión no fue matriculado y voló en Lympne como No. 19; se estrelló en Cramlington el 18 de junio de 1926, muriendo el piloto.

## Especificaciones
Referencia datos: Jackson

### Características generales
- Tripulación: Uno (piloto)
- Longitud: 5,9 m (19,5 ft)
- Envergadura: 11,1 m (36,3 ft)
- Perfil alar: RAF 19
- Peso vacío: 163 kg (359,3 lb)
- Peso cargado: 259 kg (570,8 lb)
- Planta motriz: 1× motor bicilíndrico en V refrigerado por aire Blackburne Tomtit.
  - Potencia: 19 kW (26 HP; 26 CV)
- Hélices: 2× bipala por motor.

### Rendimiento
- Velocidad máxima operativa (Vno): 110 km/h (68 MPH; 59 kt)
- Velocidad crucero (Vc): 72 km/h (45 MPH; 39 kt)